# Jenő Jandó
Jenő Jandó, född 1 februari 1952 i Pécs, död 4 juli 2023 i Budapest, var en internationellt välkänd ungersk pianist och musikvetare. Jandó hade en mycket bred repertoar som sträcker sig från barock till modernism. Han gjorde en stor mängd inspelningar för skivbolaget Naxos. Där ingår bland annat samtliga Mozarts
pianosonater och pianokonserter, vidare samtliga sonater av Beethoven och Haydn därtill Bartóks samtliga pianokonserter som en del i en påbörjad komplett utgåva av denne tonsättares samtliga verk. Förutom som solist har Jandó även framträtt som ackompanjatör vid ett flertal inspelningar.